# 중성부력 실험실

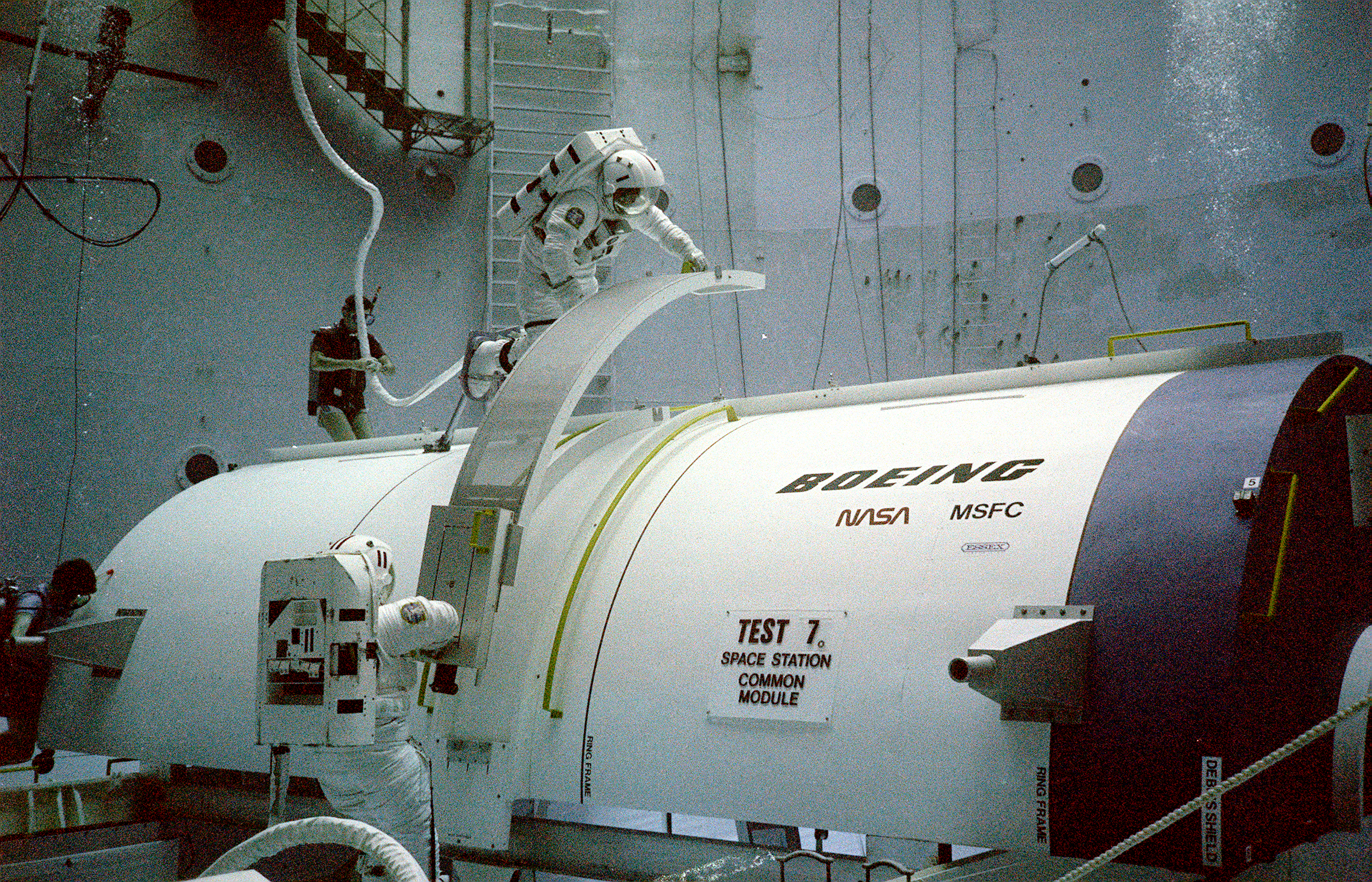
NBS의 우주정거장 모듈 모형에서 훈련중인 미국 우주인

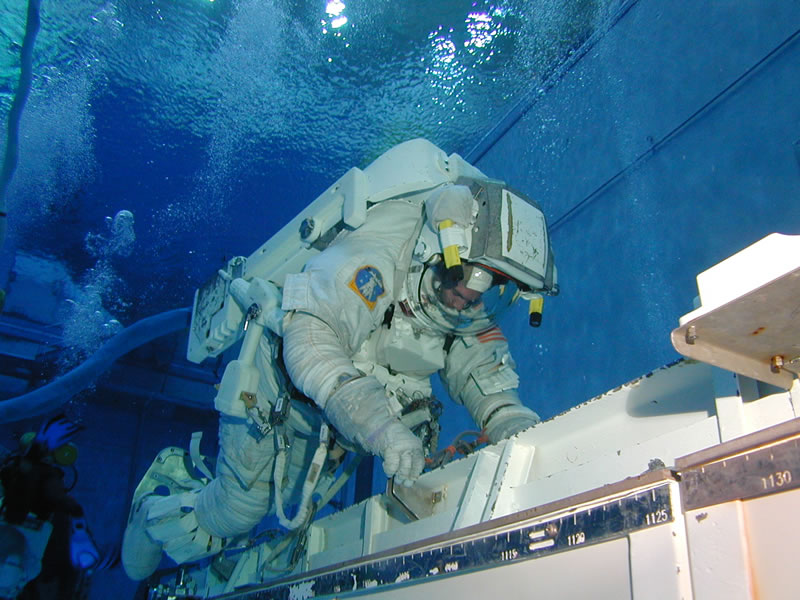
NBL에서 훈련중인 미국 우주인

중성부력 실험실(Neutral buoyancy pool)은 우주인에게 중성부력을 이용해 우주공간 적응 훈련을 시키는 곳이다.

## 역사
1960년대부터 수영장이 사용되었다. 초기에는 단순히 일반 수영장을 사용했다가 후에는 정밀한 시설을 만들었다.

## 사용국가

전세계 중성부력 실험실 크기 비교. 아래는 높이 비교

### 미국
미국에는 중성부력 실험실이 4개나 있다. 다른 나라들은 한개씩 가지고 있다.
- 중성부력 시뮬레이터(Neutral Buoyancy Simulator, NBS), 1968년 준공, 헌츠빌의 NASA 마샬 우주 비행 센터에 설치되어 있다. 직경 23 m, 깊이 12 m 의 원통형 수영장이다.

- 중성부력 실험실(Neutral Buoyancy Laboratory, NBL): 1995년 4월 준공, 텍사스주 휴스턴시, 휴스턴 존슨 우주 센터 인근의 소니 카터 훈련 시설에 설치되어 있다. 모든 국가의 중력부력 실험실이 NBS와 동일한 크기의 원통형 수조인데, NBL은 직육면체의 사각형 수영장으로, 길이 31 m, 폭 62 m, 깊이 12 m의 초대형이다. 전세계에서 가장 압도적으로 큰 우주인 훈련용 수영장이다.

### 러시아

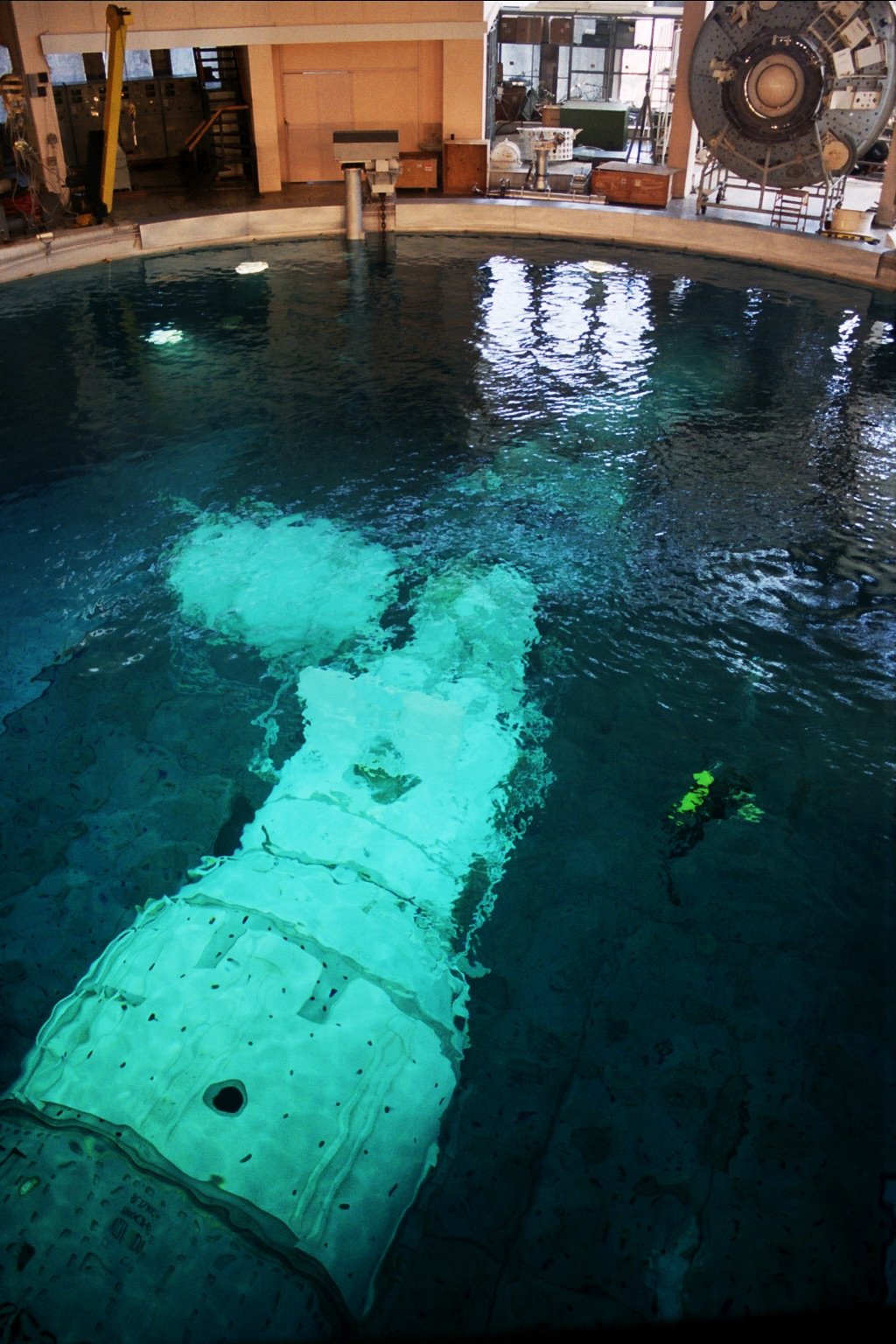
모스크바 유리 가가린 우주비행사 훈련 센터의 중성부력 실험실에 설치된 즈베즈다 우주정거장 모듈 모형

1970년 러시아 우주인 안드리안 니콜라예프, 비탈리 세바스티야노프가 막 준공한 NASA의 NBS를 방문했다. 세바스티야노프는 직접 훈련도 해보았다. 1973년 소련은 NBS를 건설하기로 결정했다. Hydro Lab은 1980년 초반에 준공되었다. 미국 NBS와 동일한 크기인 직경 23 m, 깊이 12 m의 원통형 수영장이다. 2007년 이소연과 고산이 모스크바 유리 가가린 우주비행사 훈련 센터의 Hydro Lab에서 무중력 훈련을 받았다.

### 중국
베이징의 중국 우주인 연구 훈련 센터에 중성부력 시설(Neutral Buoyancy Facility, NBF)가 설치되었다. 직경 23 m, 깊이 10 m 의 원통형 수영장으로, 미국 NBS, 러시아 Hydro Lab 과 비슷한 크기이다.

### 유럽
독일 쾰른의 유로피언 우주인 센터에 중성부력 실험실이 설치되었다. 가로 22 m, 세로 17 m, 깊이 10 m 의 수영장으로, 미국 NBS 보다 작고 일본 보다는 크다.

### 일본
1997년 이바라키현 쓰쿠바시의 쓰쿠바 우주 센터에 무중력 환경 시험 시스템(Weightlessness Environment Test System, WETS)이 준공되었다. 2011년 동일본 대지진으로 인해 폐쇄되었다. 직경 16 m, 깊이 10.5 m 로서 미국 NBS 보다 작다.